# Sexuelle Nötigung
Sexuelle Nötigung (englisch „sexual coercion“) ist ein strafrechtlicher Sammelbegriff für sexuelle Handlungen, die gegen den Willen des Opfers vorgenommen werden.

## Deutsche Rechtslage
Die sexuelle Nötigung ist im deutschen Strafrecht eine Straftat, die sich gegen das Rechtsgut der sexuellen Selbstbestimmung richtet. Sie ist seit dem 33. Strafrechtsänderungsgesetz 1997 in § 177 StGB geregelt und bildet gemeinsam mit der Vergewaltigung (§ 177 Abs. 6 Nr. 1), die ein Regelbeispiel eines besonders schweren Falles darstellt, einen Einheitstatbestand; seit dem 50. Strafrechtsänderungsgesetz 2016 ist dessen Grundtatbestand sexueller Übergriff.
Wegen eines Verbrechens sexueller Nötigung wird bestraft, wer eine andere Person mit Gewalt oder durch Drohung mit gegenwärtiger Gefahr für Leib oder Leben nötigt, sexuelle Handlungen des Täters oder eines Dritten an sich zu dulden oder sexuelle Handlungen vorzunehmen oder eine Lage, in der das Opfer der Einwirkung des Täters schutzlos ausgeliefert ist, zu sexuellen Handlungen ausnutzt. Die Gewalt kann überwältigend (vis absoluta = z. B. Fesseln, Einschließen, Niederschlagen, Betäuben) oder den Willen beugend (vis compulsiva) sein. Die Intensität der Gewalt ist dabei unerheblich, sie muss sich gegen Personen richten. Handelt der Täter nicht mit Gewalt, sondern greift er zur Drohung, liegt ein Verbrechen vor, wenn eine Gefahr für Leib und Leben angedroht wird; bei sonstigen Drohungen mit einem empfindlichen Übel erfolgt – anstatt nach § 177 Abs. 5 StGB – eine Bestrafung wegen eines Vergehens sexueller Nötigung nach § 177 Abs. 2 Nr. 5 StGB oder ggf. Vergewaltigung nach § 177 Abs. 6.
Der Begriff der sexuellen Handlung definiert der Gesetzgeber in § 184h StGB: Sexuelle Handlungen sind solche, die für das geschützte Rechtsgut von einiger Erheblichkeit sind. Wo sich die untere Schwelle befindet, ist umstritten. Jedoch wird man dies bei einem Zungenkuss oftmals verneinen dürfen, auch das „Begrabschen“ scheidet häufig aus. Es verbleibt dann aber möglicherweise die Strafbarkeit wegen sexueller Belästigung nach § 184i StGB oder wegen Beleidigung nach § 185 StGB. Die obere Schwelle der sexuellen Nötigung zur Vergewaltigung liegt in der Penetration des Körpers. Dabei ist es unerheblich, ob das Eindringen mit einem Gegenstand oder einem Körperteil erfolgt. Der Beischlaf oder das Eindringen gegen den Willen des Opfers ist stets eine Vergewaltigung.
Die Versuchsstrafbarkeit beginnt mit dem Ansetzen zur Handlung. Ein Rücktritt vom Versuch der sexuellen Nötigung nach § 24 StGB ist zwar möglich, hebt aber ggf. die Strafbarkeit wegen vollendeter Nötigung nicht auf.
Auch wenn das Opfer nicht in der Lage ist, einen eigenen Willen über die sexuelle Selbstbestimmung zu formen, ist dies als sexuelle Übergriff zu bestrafen (§ 177 Abs. 2 Nr. 1 StGB); vor dem 10. November 2016 war der Tatbestand des sexuellen Missbrauchs von widerstandsunfähigen Personen gemäß § 179 StGB einschlägig.
Das Geschlecht von Opfer und Täter spielt keine Rolle. Richtet sich die Tat gegen ein Kind unter 14 Jahren liegt sexueller Missbrauch von Kindern vor, sexuelle Nötigung steht ggf. in Tateinheit. Seit 1. Juli 2021 ist die Strafdrohung für den sexuellen Missbrauch von Kindern infolge der dortigen Streichung der minder schweren Fälle grundsätzlich schwerer als für sexuelle Nötigung; dagegen ist bei Tätern, die eine Waffe oder ein gefährliches Werkzeug (auch ohne Verwendungsabsicht) mitführen oder irgendwelche Werkzeuge oder Mittel mitführen, um Widerstand zu verhindern oder zu überwinden, die Strafdrohung für sexuelle Nötigung höher.

## Österreichische Rechtslage
Die sexuelle Nötigung wird in Österreich im § 202 des Strafgesetzbuchs (StGB) unter der Bezeichnung Geschlechtliche Nötigung ergänzend zum Straftatbestand der Vergewaltigung im § 201  StGB geregelt. Er kommt nur zur Anwendung, sofern der Täter nicht bereits nach dem Tatbestand der Vergewaltigung zu bestrafen ist. Das Delikt erfasst Nötigungen mit Gewalt oder durch gefährliche Drohung zur Vornahme oder Duldung einer geschlechtlichen Handlung. Der § 202 StGB geht wesentlich weiter als der Tatbestand der Vergewaltigung, da aufgrund der Formulierung geschlechtliche Handlung wesentlich mehr Handlungen erfasst werden. Der Strafrahmen beträgt bis zu fünf Jahren Freiheitsentzug und enthält die gleichen straferhöhenden Qualifikationen wie der Tatbestand des § 201 StGB.

## Schweizer Rechtslage
In der Schweiz wird die sexuelle Nötigung im Art. 189 Absatz 2 StGB geregelt und lautet:

„Wer eine Person zur Duldung einer beischlafsähnlichen oder einer anderen sexuellen Handlung nötigt, namentlich indem er sie bedroht, Gewalt anwendet, sie unter psychischen Druck setzt oder zum Widerstand unfähig macht, wird mit Freiheitsstrafe bis zu zehn Jahren oder Geldstrafe bestraft.“

Bei grausamer Begehung, insbesondere beim Verwenden einer Waffe oder eines gefährlichen Gegenstands ist die Mindeststrafe drei Jahre und die Höchststrafe zwanzig Jahre Freiheitsstrafe (Höchststrafe ergibt sich aus Art. 40 Absatz 2 StGB).
Seit dem 1. April 2004 wird die sexuelle Nötigung auch in der Ehe und in einer eheähnlichen Partnerschaft von Amtes wegen verfolgt.
Grundtatbestand ist seit 1. Juli 2024 sexueller Übergriff.
Für sexuelle Handlungen mit zum Widerstand und/oder zur sexuellen Willensbildung unfähigen Personen existiert der Tatbestand Missbrauch einer urteilsunfähigen oder zum Widerstand unfähigen Person (Schweiz).
Wird die Tat gemeinsam von mehreren Personen ausgeführt, so erhöht das Gericht die Strafe, darf jedoch das Höchstmaß der angedrohten Strafe nicht um mehr als die Hälfte überschreiten und nicht mehr als zwanzig Jahre Freiheitsstrafe verhängen (Art. 200 StGB).